# Malavath Purna
Malavath Purna (o Malavath Poorna) (Pakala, 10 de juny del 2000) és una alpinista índia. El 25 de maig de 2014, a l'edat de 13 anys i 11 mesos, Poorna va esdevenir la noia més jove de l'Índia a arribar al cim de l'Everest. La persona més jove però, a escalar l'Everest seria Jordan Romero, el qual va assolir-ho amb 13 anys i 10 mesos.

## Biografia
Poorna nasqué a la vila de Pakala, que pertany al Districte de Nizamabad a l'estat indi de Telangana. Va estudiar a la Telangana Social Welfare Residential Educational Institutions Society on el seu talent va ser destacat pel secretari de la Societat, Praveen Kumar.

## Escalada a l'Everest

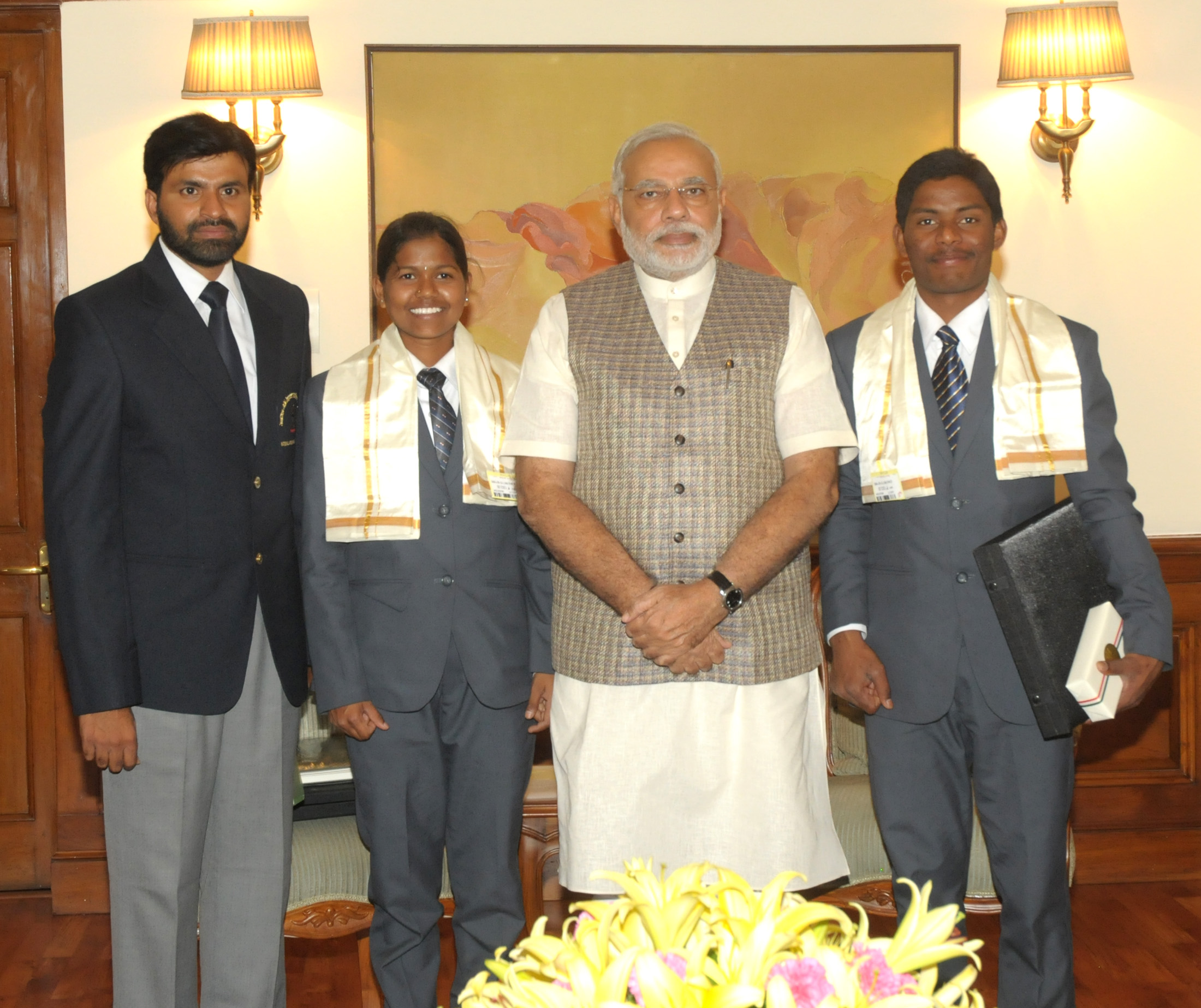
Poorna Malavath i Anand Kumar, junt amb el Primer ministre de l'Índia Narendra Modi a Nova Delhi el 6 de juny de 2014

Va ser seleccionada per l'operació Everest junt a Sadhanapalli Anand Kumar. I com a preparació per l'escalada de l'Everest va arribar al cim de les muntanyes Ladakh i Darjeeling.
El 25 de maig de 2014, Poorna va escalar el cim més alt de l'Everest convertint-se d'aquesta manera, a l'edat de 13 annys i 11 mesos, en la persona més jove de l'Índia en aconseguir-ho. Malavath la va acompanyar Sandhanapalli Anand Kumar de Khammam.
Després d'assolir l'empresa, va ser rebuda junt amb el seu company d'equip, l'alpinista Anand Kumar i l'entrenador Shekhar Babu, pel Primer ministre de l'Índia Narendra Modi a Nova Delhi el 6 de juny de 2014.
El 27 de juliol de 2017 Malavath Purna va escalar el mont Elbrus, el pic més alt de Rússia i d'Europa. Al arribar al cim del mont Elbrus, va desplegar una gran Bandera de l'Índia de 50 peus de grandària (uns 15.24 metres) i va cantar l'himne nacional de l'Índia.

## Cultura de masses
L'any 2017 es va publicar el film Poorna: Courage Has No Limit, basat en història de la seva vida, film que va ser dirigit per Rahul Bose.

## Note
1. ↑  Sinha, Shashwat «Malavath Purna». Trendook, 05-12-2018 [Consulta: 21 juliol 2019]. Arxivat 23 April 2019[Date mismatch] a Wayback Machine.
2. ↑   «13-year-old Malavath Purna becomes youngest woman to scale Everest». The Indian Express [Consulta: 12 març 2016].[Enllaç no actiu]
3. ↑   «CM K Chandrasekhar Rao announces reward for Malavath Poorna and Sadhanapalli Anand Kumar». Deccan Chronicle, 15-06-2014 [Consulta: 21 juliol 2019].
4. ↑   «13-year-old Malavath Purna becomes youngest woman to scale Everest». India News, The Indian Express, 25-05-2014 [Consulta: 21 juliol 2019].[Enllaç no actiu]
5. ↑   «Poorna Malavath on top of Mt. Elbrus». Dream Wanderlust, 28-07-2017 [Consulta: 21 juliol 2019].
6. ↑  Reddy, T.Karnakar «Biopic on Malavath Poorna set to hit the silver screen». Telangana Today, 11-01-2017 [Consulta: 21 juliol 2019].